# Richard E. Bellman
Richard Ernest Bellman (26/8/1920 – 19/3/1984) là một nhà toán học ứng dụng người Mỹ, được ghi nhớ vì phát minh ra quy hoạch động vào năm 1953, và nhiều đóng góp quan trọng trong nhiều lĩnh vực toán học khác.

## Tiểu sử
Bellman sinh nănm 1920 tại New York City trong một gia đình Do Thái không hành đạo người Ba Lan và Nga, Pearl (née Saffian) và John James Bellman, 2 người làm chủ một cửa hàng bán tạp hóa trên đường Bergen gần công viên Prospect, Brooklyn. Ông từng theo học tại trường trung học Abraham Lincoln, Brooklyn năm 1937, và học toán tại trường Brooklyn College nơi ông tấy bằng BA vào năm 1941. Sau đó ông lấy bằng MA tại trường University of Wisconsin–Madison. Trong thời gian Chiến tranh thế giới lần thứ II, ông làm việc cho một nhóm Vật lý lý thuyết tại Los Alamos. Năm 1946 ông nhận bằng Ph.D tại Princeton dưới sự hướng dẫn của Solomon Lefschetz. Từ năm 1949 ông làm việc nhiều năm cho RAND corporation và trong thời gian này ông phát triển nên quy hoạch động.
Sau đó, Richard Bellman bắt đầu tập trung nghiên cứu trong lĩnh vực sinh học và dược học, mà ông xem là "giới hạn của khoa học đương thời". Vào năm 1967, ông là biên tập viên sáng lập của tờ Mathematical Biosciences, tập trung xuất bản các nghiên cứu toán học ứng dụng trong lĩnh vực dược và sinh học. Vào 1985, giải thưởng Bellman trong lĩnh vực toán sinh học được sáng lập theo tên của ông, giải thưởng này sẽ trao cho những bài báo nghiên cứu xuất sắc nhất 6 tháng một lần.
Bellman bị chẩn đoán u não vào năm 1973, khối u này đã được mổ bỏ nhưng vẫn để lại nhiều biến chứng và tàn tật cho ông. Ông là giáo sư tại University of Southern California, một thành viên của Viện hàn lâm khoa học và nghệ thuật Mỹ (1975), là thành viên của National Academy of Engineering (1977), và National Academy of Sciences (1983).
Ông nhận được huân chương danh dự của IEEE vào năm 1979, "cho những đóng góp đối với quá trình ra quyết định và lý thuyết điều khiển tự động, đặc biệt là việc tạo ra và ứng dụng quy hoạch động". Tác phẩm chính của ông là phương trình Bellman.

## Sự nghiệp

### Phương trình Bellman
Phương trình Bellman, còn được biết đến là phương trình quy hoạch động, là một điều kiện cần thiết để tối ưu kết hợp với phương pháp tối ưu hóa toán học được biết đến với cái tên quy hoạch động. Hầu hết các vấn đề có thể được giải quyết bằng lý thuyết điều khiển tối ưu cũng có thể được giải quyết bằng cách phân tích phương trình Bellman thích hợp. Phương trình Bellman được áp dụng đầu tiên trong lý thuyết điều khiển tự động và các chủ đề khác của toán ứng dụng, sau đó trở thành một công cụ quan trọng trong lý thuyết kinh tế. 

### Phương trình Hamilton–Jacobi–Bellman
Phương trình Hamilton–Jacobi–Bellman (HJB) là một phương trình vi phân từng phần đóng vai trò trung tâm trong lý thuyết điều khiển tối ưu. Giải pháp của phương trình HJB là 'hàm giá trị', giá phải tả tối ưu cho một hệ thống động học với hàm chi phí kèm theo. Các bài toán biến phân cổ điển, ví dụ,
bài toán đường đoản thời có thể được giải bằng cách sử dụng phương pháp này. Phương trình này là kết quả của lý thuyết quy hoạch động được đưa ra lần đầu vào những năm 1950 bởi Richard Bellman và các cộng sự. Phương trình thời gian rời rạc tương ứng thường được gọi là phương trình Bellman. Trong miền thời gian liên tục, kết quả này có thể được xem là một phần mở rộng của công trình trước đó trong vật lý cổ điển của phương trình Hamilton-Jacobi bởi William Rowan Hamilton và Carl Gustav Jacob Jacobi. 

### Thuật toán Bellman–Ford
Thuật toán Bellman - Ford đôi khi được gọi là Thuật toán Hiệu Chỉnh Nhãn, tính toán đường đi ngắn nhất đơn nguồn trong một weighted digraph (nơi mà một số trọng số cạnh có thể là tiêu cực). Thuật toán Dijkstra giải quyết cùng một vấn đề với một thời gian vận hành thấp hơn, nhưng đòi hỏi trọng số cạnh phải là không âm. Như vậy, thuật toán Bellman - Ford thường chỉ được sử dụng khi có trọng số cạnh âm. 

## Các tác phẩm
Trong suốt sự nghiệp của mình, ông đã xuất bản 619 bài báo và 39 cuốn sách. Trong suốt 11 năm cuối đời, ông đã xuất bản hơn 100 bài báo mặc dù bị biến chứng tê liệt do phẫu thuật não (Dreyfus,2003). Các tác phẩm chính:
- 1957. Dynamic Programming - Quy hoạch động
- 1959. Asymptotic Behavior of Solutions of Differential Equations - Hành vi tiệm cận trong cách giải phương trình vi phân
- 1961. An Introduction to Inequalities - Một giới thiệu về bất đẳng thức
- 1961. Adaptive Control Processes: A Guided Tour - Quá trình điều khiển thích nghi: Một hướng dẫn
- 1962. Applied Dynamic Programming - Quy hoạch động ứng dụng
- 1967. Introduction to the Mathematical Theory of Control Processes - Giới thiệu Lý thuyết toán học của quá trình điều khiển
- 1970. Algorithms, Graphs and Computers - Thuật toán, đồ thị và máy tính
- 1972. Dynamic Programming and Partial Differential Equations - Quy hoạch động và phương trình vi phân từng phần
- 1982. Mathematical Aspects of Scheduling and Applications - Khía canh toán học của Lập kế hoạch và Ứng dụng
- 1983. Mathematical Methods in Medicine - Công cụ toán học trong Dược học
- 1984. Partial Differential Equations - Phương trình vi phân từng phần
- 1984. Eye of the Hurricane: An Autobiography, World Scientific Publishing. - Mắt bão: Một tự truyện, khoa học thế giới xuất bản
- 1985. Artificial Intelligence - Trí thông minh nhân tạo
- 1995. Modern Elementary Differential Equations - Phương trình vi phân cơ bản hiện đại
- 1997. Introduction to Matrix Analysis - Giới thiệu về phân tích ma trận
- 2003. Dynamic Programming - Quy hoạch động
- 2003. Perturbation Techniques in Mathematics, Engineering and Physics - Kỹ thuật nhiễu loạn trong Toán học, Kỹ thuật và Vật lý
- 2003. Stability Theory of Differential Equations (originally publ. 1953)[9] - Lý thuyết ổn định của phương trình vi phân